# فیروزه جزایری دوما
فیروزه جزایری دوما، (زاده ۱۳۴۴ آبادان)، نویسنده ایرانی آمریکایی است.

## زندگی‌نامه
فیروزه جزایری در سال ۱۳۴۴ از پدر و مادری شوشتری در آبادان به دنیا آمد. او در سن ۷ سالگی، به همراه خانواده از طرف شرکت نفت ایران که پدرش در آن به عنوان مهندس کار می‌کرد، به شهر وایتیر در کالیفرنیا رفت. پس از دو سال زندگی در آمریکا به ایران بازگشت و در اهواز و تهران به‌سر برد. دو سال بعد، دوباره خانوادهٔ وی به آمریکا برگشتند و ابتدا در وایتیر و سپس در نیوپورت‌بیچ ساکن شدند. فیروزه جزایری سپس به تحصیل در دانشگاه برکلی پرداخت و در آنجا با یک مرد فرانسوی ازدواج کرد.
وی با نوشتن کتاب خاطرات خود که به نام Funny in Farsi, A Memoir of Growing Up Iranian in America در آمریکا منتشر شد، به شهرت رسید. این کتاب یکی از پرفروش‌ترین کتاب‌های آمریکا در چند سال اخیر بوده‌است. همچنین این کتاب، یکی از ۳ نامزد نهایی جایزه ترنر در سال ۲۰۰۵ و همچنین نامزد جایزه پن در بخش آثار خلاقهٔ غیرتخیلی شد. وی اولین فرد آسیایی است که اثر وی جزء نامزدهای نهایی جایزهٔ ترنر انتخاب شده‌است. این کتاب توسط محمد سلیمانی‌نیا و با عنوان عطر سنبل، عطر کاج به فارسی برگردانده شده‌است.
او در ۳۱ ژوئیه ۲۰۱۴ طی پیامی و با ذکر پاره‌ای دلایل، از خوانندگان کتاب‌هایش خواست که تنها نسخه انگلیسی کتاب‌های او را خریداری کنند.